# くっきー!
くっきー！（1976年〈昭和51年〉3月12日 - ）は、日本のお笑いタレント、画家、ミュージシャン。野性爆弾のボケ、ネタ作り担当。吉本興業（東京本社）所属。本名および旧芸名は川島 邦裕（かわしま くにひろ）。別名は肉糞太郎（にくぐそたろう）、肉糞亭スポーツ、引田くっきー。愛称はくーちゃん。滋賀県守山市出身。

## 略歴
小学3年生の夏休みに父から「畑に刀埋まってる」と言われて畑で穴を掘り続けることになる。その最中に熱射病になり、生死の境を彷徨う。刀は見つからなかったが、この体験が自身の世界観や芸風の原点となっているとのちに述懐している。
中学生時代にバンドブームの影響を受け、JUN SKY WALKER(S)、THE BLUE HEARTSをきっかけにパンク・ロックに熱中する。高校生からバンド活動を行い、ギターを担当。生徒会長になることで留年を回避できると誤解していたことから、高校では生徒会長を勤めた。
一緒にバンドを組んでいたボーカル担当の人物に誘われることでお笑いの世界に進み、1994年にNSC（吉本総合芸能学院）に入校するが、入校してまもなくしてボーカルはNSCを辞める。同じタイミングでNSCに入校したロッシーとともに野性爆弾を結成する。相方のロッシーとは幼稚園時代からの幼馴染であるが、高校の文化祭で一緒にバンドを組むまでは知り合い程度の関係であった。
2008年に活動拠点を東京に移して以降は、『ダウンタウンのガキの使いやあらへんで!』の企画「七変化」に出演するが、ゴールデン番組等には馴染めなかったためにテレビの仕事が減っていく。
2016年より『HITOSHI MATSUMOTO presents ドキュメンタル』に出演し、2017年に『めちゃ×2イケてるッ!』の企画「単位上等!爆走数取団」に出演。2018年ごろよりInstagramやテレビで「白塗り顔まね」を披露すると注目されるようになる。
2024年に第41回ベストジーニスト2024 協議会選出部門を受賞する。

## 人物

### 性格・特徴
身長180cm、体重99kg。隆々とした体格・威圧的な目つきと蓄えられた顎鬚というコワモテな外見で、上半身や腕などに入れ墨があるため、温泉等での服を脱ぐ企画では全身の水着を着る事もある。両手首に彫られた星マークの入れ墨を隠すためにテーピングなどをしているが、大阪時代は隠さずに出演した事も度々あった。なお、自身のSNSでは、入れ墨を隠していない画像もアップしている。
2007年の夏ごろから髪型は丸刈りに統一していたが、2021年ごろから伸ばすようになっている。かつては髪型が変わりやすく、一時期はロッシーよりも長いほど伸ばしていた。
傍若無人な印象だが、雨上がり決死隊によれば出番前には丁寧に挨拶を行ったり、先輩に対しては礼儀が正しく後輩への面倒見も良いなど根は非常に真面目である。視力が悪く、コンタクトレンズを着用している。また、肌が弱く、乗り物酔いをするうえに、昔は喘息持ちであった。
知らない人(飲食店以外)が作った料理が食べられない。海好きであるが、刺身等の生ものは食べられない。カニ味噌も同様に食べられない。生魚などが嫌いな理由として2020年9月8日放送分の『踊る!さんま御殿!!』（日本テレビ）で魚について「生き物として得体が知れな過ぎて、宇宙の生き物だと思ってたんですよ」と説明していた。好きな食べ物にはゴボウ、山菜、タケノコ、シイタケを挙げており、寿司屋では茶碗蒸しを好んで食べる。
喫煙者であり、1日に30本ものたばこを吸うヘビースモーカーである。肺年齢は2019年現在で「64歳」と診断され、医師から禁煙を勧められたが、「たばこはやめない」と断固拒否していた。
2025年6月19日、痛風を発症したことを公表。
愛車は日産・プレジデント ソブリンVIP（250型、1990年式）。「車の豪華な飾りで神輿が作れる」と2016年6月16日放送分の『雨上がり決死隊のトーク番組 アメトーーク!』（テレビ朝日）「旧車芸人」の回で愛車を披露した。オートバイにも趣向があり、愛車はライトチューンが施されたスズキ・GT380。

### 絵画
絵が得意であり、独特且つ高い絵画の腕前で知られる。そのほとんどは性別に関係なく、全裸で大きめの乳房が描かれている。人物画を描く際、『好きな人が 優しかった...。』等の不可解な言葉を添える。また、やなぎ浩二の似顔絵を頻繁に描きおろしていた。
2013年5月9日放送の『ビーバップ!ハイヒール』（朝日放送テレビ）でのたむらけんじの発言によると、たむらが経営する「炭火焼肉たむら」のロゴデザインをくっきー！に依頼し、たむらは謝礼として20万円を支払い、くっきー！はそれで妻へのプレゼントとして指輪を購入した。
基本はペンで輪郭を完成させ、アクリル絵具で一気にカラフルに仕上げ、最後にマジックで縁取りをし、黒で絵を締めるというスタイル。ドライヤーで一気に速乾できることから、アクリル絵具を愛用している。立体アートも多く作成している。
2019年春にニューヨークで開かれた世界最大級の美術マーケット『Artexpo New York』に「肉糞太郎」のアーティスト名で初出展し、1000組以上のアーティストの中から「最も注目する5人」に選ばれる。
雑誌ライターの「作品作りに特別なインスピレーションはありますか?」との質問に、「汚いものも、すべての生き物は美しくなる権利があると言いたいです」と答えている。

### 音楽
ギターの演奏が得意であり、ギター専門誌「YOUNG GUITAR」の表紙を冠徹弥と共に飾ったことがある。作詞・作曲も手掛け、お笑いのネタ的な曲、真剣に作った曲も含めオリジナル曲を多く持ち、パンク・ロックバンド「盆地で一位」ではリードボーカル・サイドギターを担当。同バンドでメジャーデビューも果たしている。
baseよしもと時代には夏のイベント「base SUMMER SMILE」のテーマソング「SUMMER SMILE」の作詞を水野透（リットン調査団）と共に手がけ、後の盆地で一位のメンバーで演奏を担当。他に構成作家のおにぎりと共に、テクノユニット「想ひ出よ、今日は。」を結成し、野性爆弾のイベントやお笑い番組『野爆テレビ』ヨシモトファンダンゴTV）、レースガイドに出演。
また小堀裕之（2丁拳銃）、藤田憲右（トータルテンボス）らとTHE SESELAGEESというバンドも結成しており、こちらでもギターを担当している。
2018年からは、自らがレギュラー出演する『BAZOOKA!!!』（BSスカパー!）の企画において結成されたバンド「ジェニーハイ」で、ベースを担当している。

### 交友関係
同期のてつじ（シャンプーハット）とは、「親友」と呼ばれるほどの間柄である。AKB48の中では、同じ滋賀県出身の田名部生来がいち推しのメンバーであり、自身のTwitter上で田名部に関するコメントを時折残している。時東ぁみのファンであり自身のYouTubeにてスペシャルゲストに呼んだり仕立てたスーツに時東ぁみが歌った曲名を刺繍したりしている。

### 芸名
1995年のデビュー時は、本名の川島邦裕を用いていた。
2015年9月12日によしもと祇園花月で開催された「野性爆弾20周年記念単独ライブ『野性爆弾 初!ネタのみGIG』」において、芸名を「くっきー」に改めた。シャンプーハットとのイベントにて「改名したい」「（当時人気だったタレントの）ベッキーみたいになりたい」と話したことがきっかけで、恋さん（シャンプーハット）から愛称の「くーちゃん」とベッキーを合わせた「くっきー」の芸名を提案された。
2019年8月18日に『ニノさん』（日本テレビ）において、姓名判断で画数が良いと助言を受けたことで、感嘆符を付けた「くっきー!」に改名した。

## 芸風
ほぼ下ネタ・非道徳的なボケや暴言を連発、一般人にも芸人同士のノリでからみに行くなど、お笑いやテレビの世界の常識にとらわれない芸風が特徴。
「肉糞」、「スペースキャンサー」等独特の言語感覚を持ち、ネタ中のみならずトークやロケの機会でも使用される。また、一種のギャップ狙いとして、敢えて古典的な言い回しや価値観を用いることもある。
ネタ作りやコントの小道具は全てくっきー!が手掛けている。台本を嫌っているため、ネタは相方のロッシーに口頭とイラストで伝えている。「ビニテアート」と称する自作の小道具は特徴的なものであり、過去に展覧会が催されたほどの作品数を誇るほか、野性爆弾以外のネタやイベント用に制作することもある。
- 「スペースキャンサー！」、「ダニエル・ピン・ダニエル！」、「宇宙」などと叫ぶ。
- 乾杯する際に、乾杯の音頭として頻繁に「ジーク・ジオン！」と叫ぶ。
- 収録の本番中等で普通にフリスクを食べ、それを注意された際、フリスクの事を「あ、これ、母の遺骨です」と答えるくだりを多くテレビで披露する。また、「親戚一同の歯です」と答えるパターンもある。これに派生した自作小道具ネタで、芸能人の肉体の一部（高木美保の下あご、堂土貴（ルート33）の目の下のダルダルなど）を奪取してきたとうそぶくネタもある。

### 評価
ケンドーコバヤシやたむらをはじめ、先輩後輩を問わずよしもと内では多くの芸人に才能を認められている。コバヤシは、「自分が軍団を作るとしたらメンバーに入れたい」、「芸人の目から見て本物」と述べたが、「才能をムダ使いしている」とも述べた。同期である吉田敬（ブラックマヨネーズ）もバラエティ番組『マヨブラジオ』（読売テレビ）でくっきー！について、「ワケの分からんことをしてなかったら、もっと仕事増えるはずやのに」と述べた。2017年頃からテレビサイズに収まりブレイクした。

## 使用機材

### エレクトリック・ギター
フェンダー
- Jazz Master - THE SESELAGEESにおけるメインギター
- B-Bender Telecaster - Bベンダーが搭載されているが、本人曰く「使い方がわからない」という事で使っていない現在は所有していない。
- American Professional Stratocaster
- Jaguar（1966年製） - 現在は所有していない。
- Telecaster Custom （1973年製）
- AMERICAN VINTAGE II 1966 JAZZMASTER（2022年製）

ギブソン
- Les Paul Classic（2001年製） - THE SESELAGEESのレコーディングで使用。現在は所有していない。
- Firebird Ⅴ Reissue（2011年製） - ストップ・テール・ピースをビブラートユニットに改造してある。現在は所有していない。
- Firebird Ⅰ Non-Reverse（1968年製） - 自身の冠番組「野性爆弾のヴィンテージ王国」にて購入
- Les Paul Junior TV Yellow（1961年製） - 本人曰く、「ヴィンテージ・ギターにハマるきっかけになった一本」現在は所有していない。
- SG Standard P-90 Worm Brown（2016年製）
- Explorer Antique Natural EC（2019年製） - エリック・クラプトンモデル。エルボーカット加工が施されている
- All American Ⅱ（1996年製）
- Lespaul Custom（1971年製）

グレッチ
- 6196 Country Club Cadillac Green（1956年製）- 現在は所有していない。
- 6129 Silver Jet （1955年製）
- 7626 Committee （1978年製） - リア・ピックアップをフィルタートロンに交換してあり、ザグリも拡張済

その他
- Ibanez AR200 Gold Top
- Guild T-50 SLIM
- Hagström Impala Cherry Sunburst
- Non Bland 「魔改造」 - SGシェイプのボディにストラトキャスタータイプのネックを取り付けてある
- Soroban - そろばんが搭載されたオリジナルギター。

### アコースティック・ギター
- National Doulian 1936
- Gibson L-48（1951年製）
- K.Yairi YP-2
- Epiphone Kazuyoshi Saito J-45 Outfit - 斉藤和義本人からサイン入りでプレゼントされたギター[20]
- Tomson 「魔改造」 - 元はギブソン・ダヴのコピーモデル。エレキ用のハムバッカーとアコースティック用のピックアップを搭載した一本。なお、ピックガードは改造の過程で取り外されている[21][22]

### ベース
- Fender Precision Bass - ジェニーハイにおけるメインベース。普段はバンドの倉庫に預けている
- Fender Jazz Bass
- Seymore Duncan SD-170JB - ジェニーハイ結成にあたって購入したジャズベースタイプのベース
- Dan Armstrong/Ampeg Lucite Bass

## 家族
3兄弟の第2子で次男。兄、妹がいる。2004年12月、28歳の時に一般人女性と結婚し、2008年3月に長女、2012年1月に長男が誕生。
かつて東京で山口智充らとお酒を飲んでいる際にファンレターを貰ったことが妻との馴れ初め。その後、くっきー!が連絡して交際することになり、妻が大阪に移住し7年間の同棲生活を経ての結婚だった。自身の浮気が原因で喧嘩をしている最中に妻が過呼吸になり、それを落ち着かせるため、抱きしめて「結婚しよう!」と告げたことがプロポーズとなっている。
結婚式の際、夫婦初めての共同作業としてガンダムのプラモデルの頭を一緒に組み立てた。ちなみに、このプラモデルには武器を持たせておらず、争いを避ける気持ちを表現した。一方、新婦が父親に自分の誕生時の体重と同じ重さのテディベアのぬいぐるみをプレゼントとして渡したのに対し、誕生時の体重と同じ重さの武器である鎖鎌をプレゼントした。また披露宴に参列した相方ロッシーの食事にはお子様ランチを提供した。

## 肉糞亭一門
自身を「肉糞亭スポーツ」と称して、肉糞亭一門を創設している。肉糞亭一門のメンバーには先輩・後輩の垣根を越えた様々な芸人が名を連ねており、イベント「肉糞華劇団」を時折開催している。

### 門下生
- 肉糞亭スポーツ（川島邦裕） - 家元
- 肉糞亭キャンサー（千原兄弟 千原ジュニア） - 総領弟子
- 肉糞亭豚ホルモン（千原兄弟 千原せいじ）
- 肉糞亭ハゲ（雨上がり決死隊 宮迫博之）
- 肉糞亭ゴミ喰い（雨上がり決死隊 蛍原徹）
- 肉糞亭砂利地蔵（バッファロー吾郎 バッファロー吾郎A）
- 肉糞亭123（桂三度）
- 肉糞亭ティービィー（山本吉貴）
- 肉糞亭ジリジリ（ガリットチュウ 福島善成）
- 肉糞亭ワニブックス（バッドボーイズ 佐田正樹）
- 肉糞亭俺、名前いらないっす。（タケト）
- 肉糞亭ナベ（ナベ）
- 肉糞亭カウパー（ハブ）
- 肉糞亭Nスターダスト（安達健太郎）
- 肉糞亭友の会（ボンざわーるど）
- 肉糞亭鰐淵（レイザーラモン レイザーラモンRG）
- 肉糞亭玉こんにゃく（POISON GIRL BAND 阿部智則）
- 肉糞亭標準服（ピース 綾部祐二）
- 肉糞亭死人（ピース 又吉直樹）
- 肉糞亭バイク（若月 徹）
- 肉糞亭よだれ（KinKi Kids 堂本剛）
- 肉糞亭亀頭なでたろう（武田航平）
- 肉糞亭アルバイト（社員・松井）
- 肉糞亭子宮膨らみ（社員・伊部）
- 肉糞亭アナルパール（社員・渕野）
- 肉糞亭小坊主（なだぎ武）
- 肉糞亭脇に腐り肉（天津 天津飯大郎）
- 肉糞亭山登り（キングオブコメディ 高橋健一）
- 肉糞亭奥歯銀歯（ハリウッドザコシショウ）
- 肉糞亭内回り（関根勤）
- 肉糞亭生キャラメル（関根麻里）
- 肉糞亭流木（ずん 飯尾和樹）
- 肉糞亭後頭部（ずん やす）
- 肉糞亭山ビル（THE GEESE 高佐一慈）
- 肉糞亭先祖カラス殺し（鬼ヶ島 アイアム野田）
- 肉糞亭唐揚げ丸飲み（しずる 村上純）
- 肉糞亭精子垂れ流し（ロットングラフティー NOBUYA）
- 肉糞亭デジタルモザイク（今田耕司）[注 2]
- 肉糞亭陰毛食べ食べ（東野幸治）[注 2]
- 肉糞亭乳首ニッパ（大橋未歩）[注 2]
- 肉糞亭耳の裏の赤らみ（FUJIWARA 原西孝幸）
- 肉糞亭皮膚の赤らみ（FUJIWARA 藤本敏史）
- 肉糞亭恥骨子（ファーストサマーウイカ）
- 肉糞亭うねりアバラ（菅田将暉）
- 肉糞亭白目黒目（鈴木杏樹）
- 肉糞亭ゼロ銀歯（真木よう子）
- 肉糞亭珍歩子（中嶋イッキュウ）
- 肉糞亭脇油（日向坂46 加藤史帆）
- 肉糞亭シャブ殺（日向坂46 東村芽依）
- 肉糞亭茶帯（日向坂46 高瀬愛奈）
- 肉糞亭骨スカ（日向坂46 宮田愛萌）
- 肉糞亭〆射（D.O）
- 肉糞亭股座湿気（伊原六花）
- 肉糞亭ポリたん（永山瑛太）
- 肉糞亭愚回（福留光帆）

## 出演

### テレビドラマ
- 別れたら好きな人 第31話（2015年11月10日、東海テレビ） - 配達員 役[29]
- MASKMEN （2018年1月13日 - 3月24日、テレビ東京）- 本人 役
- 崖っぷちホテル!（2018年4月15日 - 6月17日、日本テレビ） - 大田原大志 役
- 節約ロック（2019年1月21日 - 3月25日、日本テレビ） - ロックの神様 役
- 極主夫道（2020年10月11日 - 12月13日、読売テレビ・日本テレビ） - 老舗スーツ屋 役[30]
- オリバーな犬、 (Gosh!!) このヤロウ 第2話（2021年9月24日、NHK総合）[31]
- 夜、駆ける。あの一杯まで。 第一夜（2022年3月9日、テレビ東京）- 本人 役[32]
- 忍者に結婚は難しい 第4話（2023年1月26日、フジテレビ） - 山田敦史 役[33]
- トラックガール - 居酒屋店長 役
  - トラックガール（2023年10月12日 - 11月16日、フジテレビ / 11月19日 - 12月3日、BSフジ）[34]
  - トラックガール2（2025年5月30日 - 、フジテレビ）[35]
- ゲレンデ飯（2025年4月9日 - 、MBS・TBS） - 村上愛太郎 役[36]
- シリーズ・横溝正史短編集Ⅳ「金田一耕助、悔やむ」（NHK BSプレミアム4K、NHK BS）　『湖泥』（2025年3月28日） - 磯川警部 役

### テレビアニメ
- キンタマーニドッグ（2021年1月14日 - 、朝日放送テレビ） - 妖精ドゥダル 役、キャラクターデザインも担当[37]

### バラエティ
レギュラー番組
- メッセンジャーの○○は大丈夫なのか？（毎日放送）‐ 準レギュラー
- めちゃ2イケてるッ!（フジテレビ、おフロの妖精チェチェナちゃんとして不定期出演）
- 俺たちバカ社長（2015年6月 - 11月、テレビ埼玉）
- BAZOOKA!!!（2017年1月9日 - 2019年8月26日、BSスカパー）
- 平成生まれ3000万人!そんなコト考えたことなかったクイズ（2018年8月28日、朝日放送テレビ） - 出題時の父 役
- 坂上どうぶつ王国（2018年10月12日 - 、フジテレビ） - レギュラー
- トリニクって何の肉!?（2019年4月9日 -、朝日放送テレビ) - 出題時の父 役、立川ヘアスプレー 役など
- 山里亮太のまさかのバーサーカー（2020年4月5日 - 9月20日、朝日放送テレビ) - パネラー
- まざ～さん（2020年10月6日 - 2021年3月30日、毎日放送） - まざ〜さん 役[38]
- プレバト!!（MBSテレビ） - 不定期出演（水彩画・名人4段、色鉛筆・名人7段、消しゴムはんこ・名人初段、バナナアート・特待生4級、絵手紙・特待生4級など）
- ラヴィット!（2021年4月2日 - 、TBSテレビ）- 金曜レギュラー[39]
- 関西"愛"認定バラエティー ちゃうんちゃう?（2021年4月24日 - 2024年3月、NHK大阪放送局）
- 野性爆弾くっきー!のロックンロール★サーカス（2021年7月2日 - 、WOWOWプライム）
- ちまたのジョーシキちゃん（2022年2月11日 - 2024年3月29日、関西テレビ）- レギュラー
- 千原ジュニアの座王（関西テレビ）- 審査員として不定期出演
- 秘密のケンミンSHOW 極（読売テレビ） - 滋賀県のケンミンスターとして不定期出演

特別番組
＊MCもしくはメインキャスト
- くっきーの陰素汰婆餌旅（2018年4月15日・10月4日、テレビ東京）
- 24時間テレビ41「愛は地球を救う」（2018年8月25日・26日、日本テレビ）- 番組サポーター
- くっきーの「図工の時間」（2018年12月18日、フジテレビ） - MC
- 一流チョイス（2018年12月20日、日本テレビ）- MC
- クレイジーゲームショー 極限Rooms（2019年2月2日 - 23日、日本テレビ）- MC
- MCくっきーの人生の肥やしちゃん〜知らないアナタは損している!〜（2019年6月30日、関西テレビ）- MC
- ラニーノーズ&くっきー!が大阪を元気にする曲を本気で作ってみた（2020年6月25日、毎日放送）
- 関西“愛”認定バラエティー ちゃうんちゃう? - 出題者チャウチャウ（2021年2月18日、NHK大阪放送局）
- くっきー!ダイアンの大炎上!きよしの体張ります宣言（2021年3月28日、朝日放送）- MC
- ワンチャンあり!?キングオブスクール（2022年1月6日・6月23日・30日、読売テレビ）- MC[40]
- ザコシ&くっきー!のクレイジーコンサルティング!!（2022年7月29日、日本テレビ）
- 野性爆弾くっきー!とアートな奴ら（2022年11月26日、関西テレビ）
- にけつッ!!（2023年2月14日、読売テレビ） - レギュラー出演者のケンドーコバヤシが体調不良により結成した代役として出演
- ジュニア&くっきー!の絶品食材発見ツーリング（2023年8月20日、テレビ信州・日本テレビ系列）[41]
  - ジュニア&くっきー!の絶品食材発見ドライブ（2024年7月27日、テレビ信州・日本テレビ系列）[42]
- ケンコバ&くっきー!のヴィンテージ王国 BSよしもとSP（2023年9月30日・2024年3月24日、BSよしもと）
- 知らないのは主役だけ（2023年10月9日、フジテレビ）- MC[43]
- こすとくっきー!仲良し同期の別府プライベート旅（2024年5月25日、テレビ大分）[44]
- くっきー!とプリンセス天功が歩く番組〜大阪与太郎行進曲〜（2025年1月4日、BSよしもと）[45]
- 飯尾くっきー!のハンコください!（2025年1月25日・7月26日、テレビ東京）[46]
- 〜異世界転生で一獲千金〜くっきー!のムカラウ（2025年3月23日、関西テレビ）[47]

### ドキュメンタリー
- 情熱大陸（2019年4月21日、毎日放送）

### ラジオ
- アッパレやってまーす! 火曜日（2020年4月7日 - 、MBSラジオ）

### ネット番組
- HITOSHI MATSUMOTO presents ドキュメンタル（2016年 - 2023年、Amazonプライム・ビデオ） - シーズン1、シーズン3、シーズン4、シーズン8、シーズン10、シーズン13出演
- 野性爆弾のザ・ワールドチャネリング（2017年 - ）
- 緊急特番 語るドキュメンタル＆新企画発表スペシャル（2018年、Amazonプライム・ビデオ）
- 野性爆弾くっきー初VR ～RIE美容外科～（2018年11月8日、360Channel）- 全5回、RIE 役[48]
- くっきー中古車ハンターあらし（2019年、dTVチャンネル）
- 家-1グランプリ2020〜お笑い自宅芸No.1決定戦〜（2020年5月3日、ABEMA） - 決勝進出者[49]
- HITOSHI MATSUMOTO presents ドキュメンタル Documentary of Documental（2017年 - 2020年、Amazonプライム・ビデオ）- シーズン1、シーズン2出演
- 誰かが、見ている 第1話（2020年9月18日、Amazonプライム・ビデオ） - 道路工事の交通整理員 役
- 復活！令和もお笑いマンガ道場（2021年8月 - 、中京テレビ公式YouTubeチャンネル）- 回答者[50]
- トラックガール（2023年7月19日、FOD） - 居酒屋店長 役[51]
  - トラックガール2（2025年5月17日 - 、FOD）[52]
- ザコシ・くっきーのシュシュっとごくろうさん（2024年10月14日 - 、YouTube）

### 映画
- Zアイランド（2015年、KADOKAWA） - 竹下組反町組組員 ジョー 役
- 牙狼〈GARO〉 神ノ牙-KAMINOKIBA-（2018年、東北新社） - ボエル 役[53]
- blank13（2018年、クロックワークス） - 葬儀の参列者 役[54]
- ある船頭の話（2019年、キノフィルムズ） - ちんどん屋 役
- リクはよわくない（2021年、東京テアトル・チャンスイン） - ペットショップ店員 役
- 極主夫道 ザ・シネマ（2022年6月3日、ソニー・ピクチャーズ エンタテインメント）[55][56][57]
- バイオレンスアクション（2022年8月19日、ソニー・ピクチャーズ エンタテインメント）- 謎の大男 役[58]
- 翔んで埼玉 〜琵琶湖より愛をこめて〜（2023年11月23日、東映） - 近江晴樹 役[59]
- パリピ孔明 THE MOVIE（2025年4月25日、松竹） - 城之内きすく 役[60]

### Vシネマ
- COLD BLOOD 三つ巴の抗争（2017年） - RED CROWメンバー

### 舞台
- スーパーダンガンロンパ2 THE STAGE 〜さよなら絶望学園〜（2015年12月3日 - 13日 / Zeppブルーシアター六本木） - 弐大猫丸 役

### CM
- TikTok
- 味覚糖 ぷっちょ
- 三井不動産リアルティ 三井のリハウス（Web限定）
- LIFULL LIFULL HOME'S
- 日清食品 日清ラ王（2018年）、カレーメシ 58%新発売 篇（2021年）
- 湖池屋 スコーン（2019年）
- Uber Eats（錦織圭と共演、2019年)
- ビーディーエス BDSバイクセンサー（2024年）[61]

### その他
- 2018年 第3回「アートオリンピア2019」
- 「日光」（作詞・作曲・歌唱）サンプラザ中野くん『大きな玉ねぎの下で』（2019年）収録
- 2024年1月13日、「STILL MORE BOUNCE 2」（Spotify O-EAST）- くっきー!がギター、レイザーラモンRGがベース、オカモトレイジ（OKAMOTO’S）がドラムを担当する「THE LOVE-MACHINES」で出演[62]

## 音楽
- SUMMER SMILE（2001年、水野透との共作詞。baseよしもとオールスターズとして歌唱にも参加）
- 土下座太郎とつまらないものですが花子「モーアシビーTVの唄」（2020年4月15日）- 福島善成・当間正子との共作詞
- 妖精ドゥダル&マーニ「開運!キンタマーニズッキューン」（2021年2月17日）- 作詞・作曲
- 鈴木このみ「ダメージ小でした」（2022年5月25日）- 作詞。アルバム『ULTRA FLASH』収録
- 「終わらない歌」（2023年1月1日） - 歌唱。アルバム『ザ・ブルーハーツ クイズ☆正解は一年後 トリビュート』収録

## 書籍
- 絵本『リクはよわくない』（2020年、インプレス）ISBN 978-4-29500-864-4

## デザイン
- ミュージカル『悪魔の毒毒モンスター』（2020年） - コンセプトアーティスト担当
- お笑いの日2020（2020年、TBSテレビ） - 公式Tシャツデザイン[63]
- 焼酎のススメ。2020（白岳KAORU・いいちこ・白波）（2020年、BEAMS JAPAN） - パッケージメインビジュアル[64]
- 第75回日本選手権競輪（2021年） - メインビジュアル[65]